# Ingo II da Noruega
Ingo II Bårdsson (em norueguês, Inge Bårdsson; em nórdico antigo, Ingi Bárðarson) (cerca de 1185 - 23 de abril de 1217) foi rei da Noruega de 1204 a 1217.
Ingo II governou durante a última fase das Guerras Civis Norueguesas (Borgerkrigstiden), um período de constantes lutas entre facções opostas que remontam a 1130. O líder birkebeiner enfrentou em guerra com os bagler, mas conseguiu finalmente alcançar a paz em 1208 por concessões territoriais aos seus rivais.

## Biografia
Era o único filho do matrimônio de Bård Guttormsson e Cecília Sigurdsdatter. O pai de Ingo era um poderoso nobre (lendmann) da região de Trøndelag. Tinha sido um seguidor de rei Sverre, que conduziu os birkebeiner ao poder no final de século XII. A mãe de Ingo era filha do rei Sigurdo II, meia-irmã de Sverre.
O rei Sverre morreu em 1202, seu filho Haakon III em 1204 e seu neto Guttorm no mesmo ano. Os birkebeiner ficaram sem um sucessor de Sverre para eleger como seu novo rei. Aproveitando a situação da sucessão, os bagler, os inimigos dos birkebeiner, se levantaram novamente em armas desde a primeira metade de 1204, sob o comando de Erling Steinvegg.
Para enfrentar ao inimigo, a escolha de um novo rei com liderança era necessário. Os líderes dos birkebeiner propuseram a Haakon, o Louco, um meio irmão de Ingo, também filho de Cecília, mas o arcebispo Eystein e os camponeses de Trøndelag apoiaram a Ingo, que já havia governado em Trøndelag no curto reinado de Guttorm. Por fim, acordou-se que enquanto Ingo seria o novo rei, Haakon, o Louco, seria o chefe do exército.

## Reinado
Os quatro primeiros anos de seu reinado foram de guerra intensa. Erling Steinvegg morreu em 1206, mas os bagler continuaram a lutar sob as ordens de um novo rei, Filipe Simonsson. Os bagler controlavam predominantemente a área de Viken (na região de Oslofjord), com as cidades de Tønsberg e Oslo; Ingo e os birkebeiner controlavam a região de Trøndelag, com Nidaros como seu principal reduto, enquanto Bergen e na zona oeste da Noruega mudavam constantemente de mãos. Em 22 de abril de 1206, os bagler atacaram Nidaros, durante os casamentos da irmã de Ingo, Sigrid; ele mal escapou com vida nadando através do rio Nidelven, sob temperaturas de congelamento. No ano seguinte, os birkebeiner lançaram um ataque bem sucedido na cidade de Tønsberg, mas a guerra caiu em um período de estagnação, sem vitórias decisivas para ambos os lados.
Em 1207, o arcebispo Tore de Nidaros e o bispo Nicolau de Oslo - esse último um proeminente membro dos bagler- fizeram um acordo de paz entre os dois partidos. Conseguiram realizar uma reunião entre Ingo II, Haakon, o Louco e Filipe Simonsson em Kvitsøy, província de Rogaland, no outono de 1208. Nessa reunião, Filipe decidiu renunciar a seu título de rei, mas seguiria governando Viken com o título de jarl. Haakon recebeu o governo da Noruega Ocidental, com a cidade de Bergen. Ingo seria o único rei, teria o governo efetivo de Trøndelag e tanto Filipe como Haakon seriam seus vassalos. Para selar o tratado, Filipe se casou com Cristina, filha de Sverre e prima de Ingo.
O tratado de paz permaneceria durante o resto do reinado de Inge. No entanto, Filipe quebrou sua promessa, continuou apresentando-se como rei e manteve o selo real. Haakon tentou seguir o exemplo e também se nomeou rei, mas Inge impediu-o. Para acabar com as relações tensas entre os dois irmãos, concordaram que qualquer um que vivesse mais tomaria as posses dos outros e o título de rei. Em 1214, Ingo suprimiu uma rebelião de camponeses em Trøndelag, presumivelmente inflamados por Haakon. No entanto, nunca eclodiu um conflito aberto entre os dois irmãos, e Haakon morreu em Bergen, em 1214. Ingo poderia, então, incorporar a parte do seu irmão para seus territórios.
Em 1217, Ingo caiu doente em Nidaros. Durante sua enfermidade, designou a seu meio irmão caçula, Skule Bårdsson como jarl e líder do exército. Ingo morreu em 23 de abril de 1217 e seu corpo foi sepultado na Catedral de Nidaros. Foi sucedido por Haakon Håkonsson, uma criança de 13 anos de idade, filho ilegítimo do rei Haakon III e que foi criado na corte de Ingo desde que se soube de sua existência em 1206.